# Ted Hedlund
Ted Hedlund, född 24 februari 1944, är en av utövare av Shotokan karate (JKA) som har uppnått 8 dan. Han är därmed en av de högst graderade inom JKA utanför Japan. 1969 kom Hedlund med svart bälte från Chicago, USA, till Malmö för att främja karaten i Sverige. 
I början på 1970-talet bildades Swedish Shotokan Association vilken senare namnändrades till Japan Karate Association Sweden. Grundare av organisationen var Hedlund. Idag är JKA Sweden landets största karateorganisation med 48 klubbar. 
Hedlund tävlade på internationell nivå på 1970-talet, där han bland andra mötte dåvarande IAKF:s världsmästare Masahiko Tanaka.
Hedlund uppnådde 8 dan i oktober 2019.